# Delphine Chuillot
Delphine Chuillot est une actrice française. Elle se forme au Conservatoire régional d’Art Dramatique à Orléans (premier prix en 1995) puis à l’École nationale supérieure du Théâtre National de Strasbourg. Elle est repérée par Leos Carax qui la fait tourner dans son film Pola X.

## Filmographie

### Cinéma
- 1999 : Pola X de Leos Carax – Lucie
- 1999 : Qui sait ? de Nicolas Philibert – elle-même
- 2000 : Anywhere out of the World de Frédérik Bois – Agnès
- 2005 : Un couple parfait de Nobuhiro Suwa – Alice
- 2006 : Mon frère se marie de Jean-Stéphane Bron – Catherine
- 2007 : La Question humaine de Nicolas Klotz – Isabelle
- 2007 : Parc d'Arnaud des Pallières – Evelyne Marteau
- 2007 : Soleil bas de Vincent Drouin –
- 2009 : Pandorum de Christian Alvart – la mère
- 2009 : Qu'un seul tienne et les autres suivront de Léa Fehner – Céline
- 2010 : Nannerl, la sœur de Mozart de René Féret –
- 2011 : Poursuite de Marina Déak – Katia
- 2011 : La Lisière de Géraldine Bajard – Suzanne
- 2011 : La Femme du Vème de Pawel Pawlikowski – Nathalie
- 2013 : Michael Kohlhaas d'Arnaud des Pallières – Judith
- 2015 : L'Astragale de Brigitte Sy – Catherine
- 2018 : Seuls les pirates de Gaël Lépingle - Émilie
- 2021 : After blue de Bertrand Mandico - Valéria

### Télévision
- 2002 : La Grande Brasserie de Dominique Baron – Lydia
- 2008 : Une enfance volée : l'affaire Finaly de Fabrice Genestal - Germaine Ribière
- 2009 : À droite toute (série télévisée) de Marcel Bluwal – Annie Salmon
- 2013 : Julie Lescaut (saison 22, épisode 1 : Les Disparus) d'Alain Choquart – Corinne Bonin Kellman

## Théâtre
- 1999 : Fragment Le Songe d’une nuit d’été de William Shakespeare, mise en scène Eric Lacascade, Comédie de Caen
- 2000 : Catégorie 3:1 de Lars Norén , mise en scène Jean-Louis Martinelli, Théâtre national de Strasbourg
- 2002 : Platonov d'Anton Tchekhov, mise en scène Jean-Louis Martinelli, Théâtre Nanterre-Amandiers
- 2013 : Calme de Lars Norén, mise en scène Jean-Louis Martinelli, Théâtre Nanterre-Amandiers